# Nowa Wieś Spiska

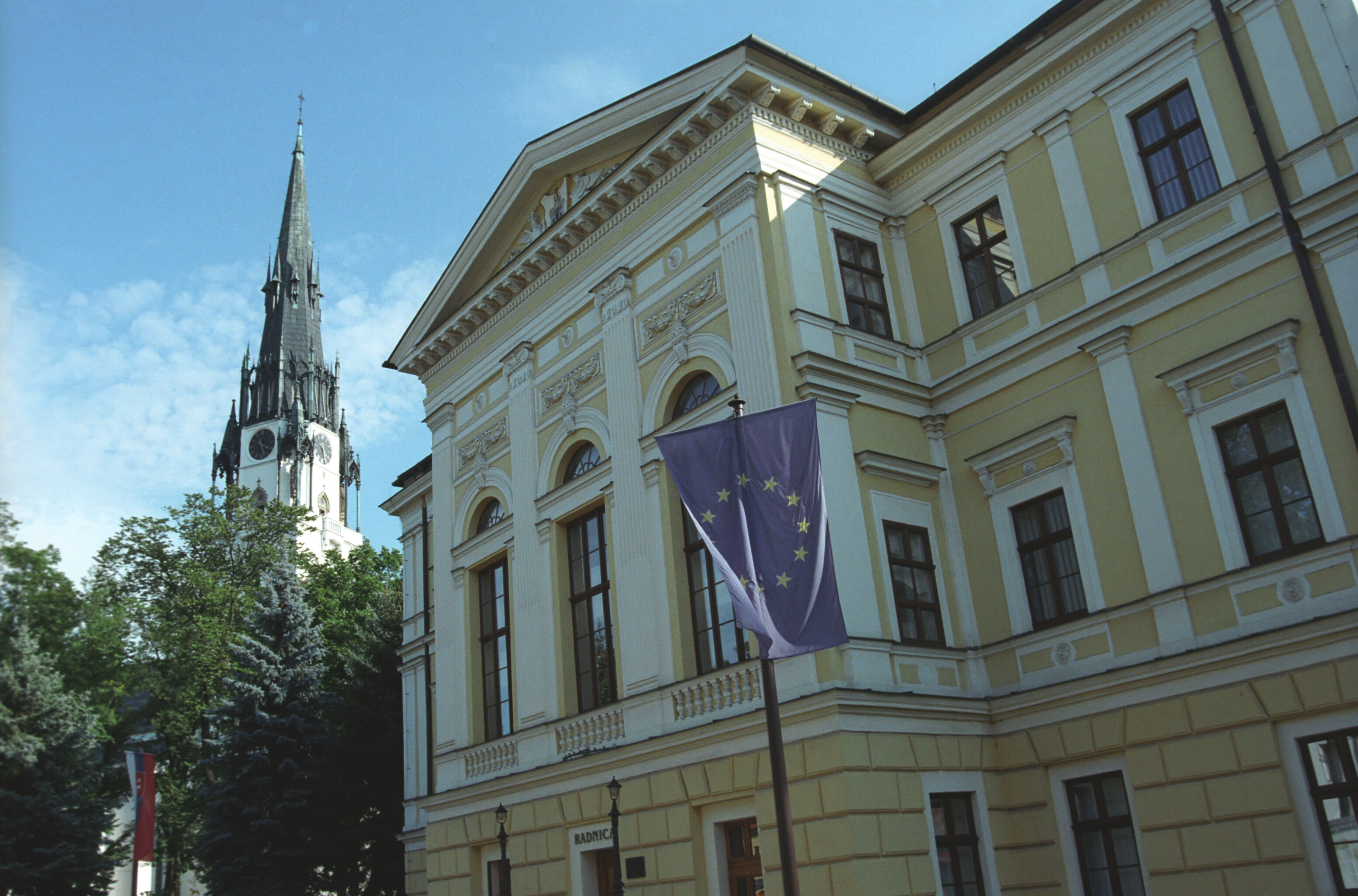
Ratusz i najwyższa wieża kościelna na Słowacji

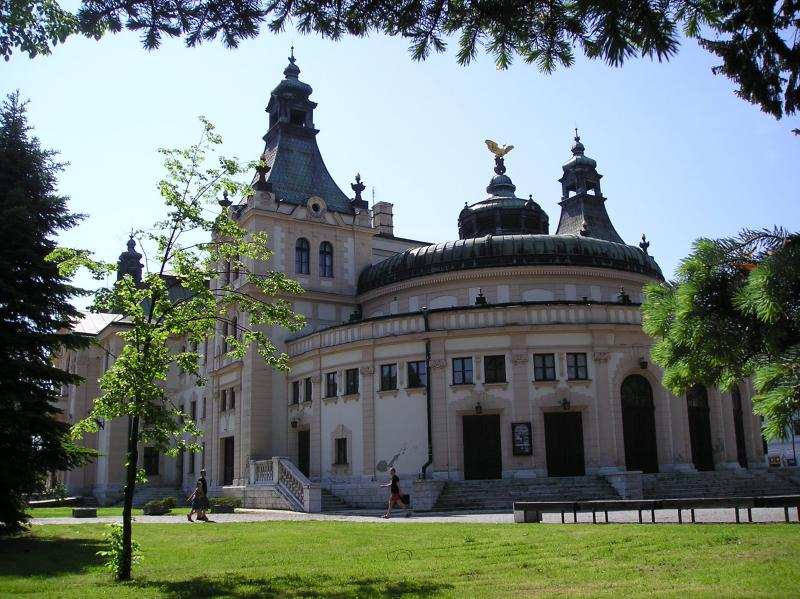
Reduta

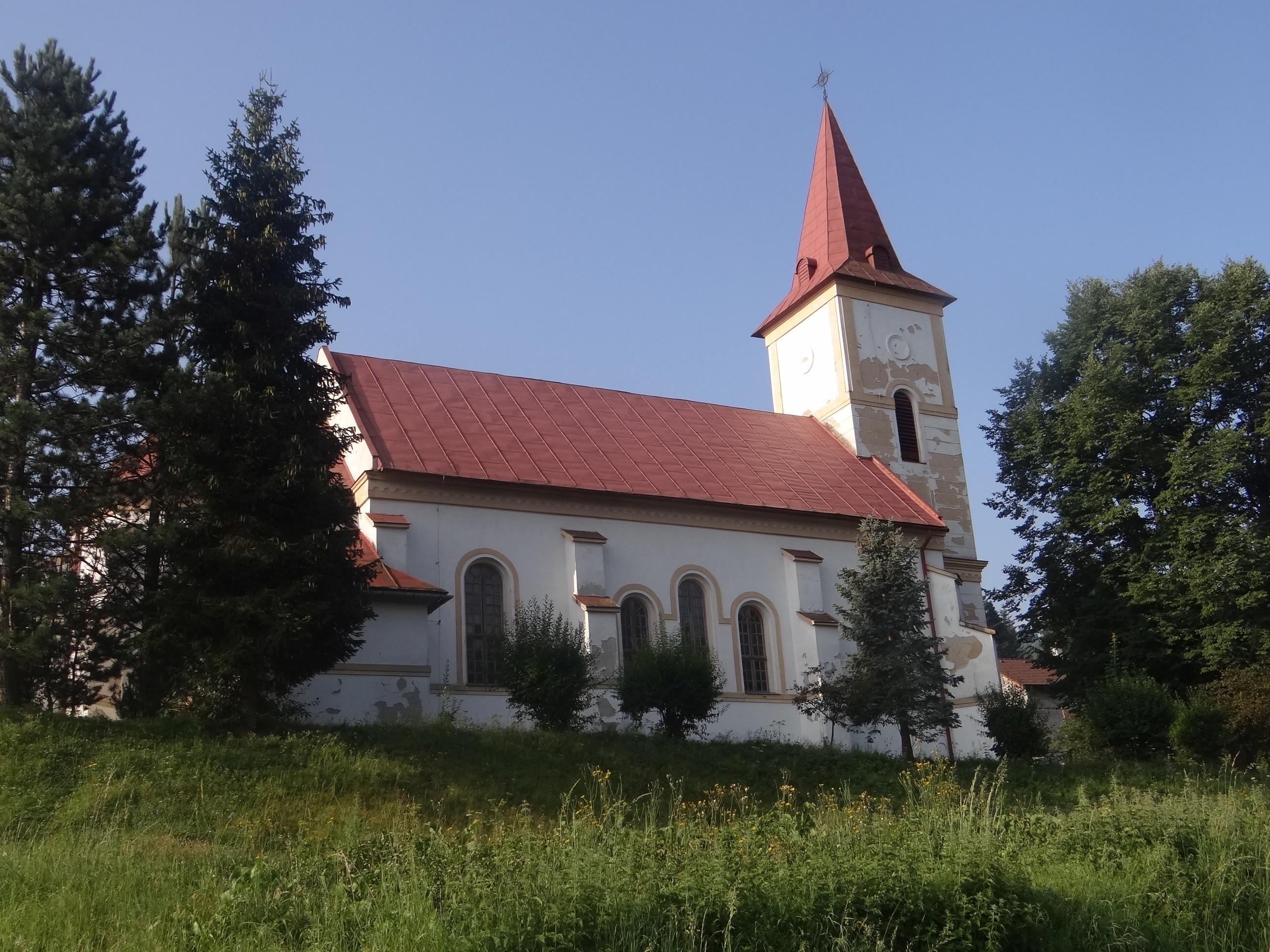
Kościół w dzielnicy Novoveská Huta

Nowa Wieś Spiska (słow. Spišská Nová Ves, niem. Zipser Neudorf/Neuendorf, węg. Igló, rom. Nowejsis) – miasto powiatowe we wschodniej Słowacji, w kraju koszyckim, w historycznym regionie Spisz.

## Geografia
Nowa Wieś Spiska leży na wysokości 430 m n.p.m. w Kotlinie Hornadzkiej nad Hornadem. Liczba mieszkańców miasta w 2011 roku wynosiła 38 045 osób, powierzchnia miasta – 66,67 km². Dzieli się na dzielnice:
- sídlisko Tarča
- sídlisko Mier
- sídlisko Východ
- sídlisko Západ
- Novoveská Huta
- Ferčekovce

## Historia
Okolice Nowej Wsi Spiskiej były zasiedlone już w neolicie. Na terenie miasta archeolodzy odkryli ślady osiedla kultury lateńskiej. Osadnictwo słowiańskie istniało tu już w czasach państwa wielkomorawskiego. Na obszarze dzisiejszego miasta leżała stara słowiańska osada Iglov. Osada ta została zniszczona i opuszczona podczas najazdów mongolskich, ale później została zasiedlona ponownie przez ocalałych dawnych mieszkańców. W jej sąsiedztwie w połowie XIII wieku powstała osada saskich kolonistów Neudorf (Villa Nova). Dzisiejsza Spiska Nowa Wieś powstała z połączenia obu wsi.
Pierwsza pisemna wzmianka o mieście i parafii z kościołem pochodzi z 1268 r. W XIV wieku miasto stało się ośrodkiem górnictwa, rzemiosła i handlu (największy plac targowy na ówczesnych ziemiach słowackich). Wśród rodzajów rzemiosła wyróżniały się te, które zajmowały się obróbką metali: kowalstwo, płatnerstwo, ludwisarstwo, konwisarstwo. W 1380 miasto uzyskało uprzywilejowany status wolnego królewskiego miasta górniczego. W latach 1412–1769 w wyniku zastawu spiskiego miasto z okolicami należało do Polski i znajdowało się pod władzą królów polskich, stanowiąc część starostwa spiskiego. Było w jego granicach siedzibą samorządu tzw. „13 miast spiskich”. Co najmniej od 1316 r. istniał w mieście klasztor franciszkanów, wzmiankowany również w latach 1379 i 1433. Ponieważ po tej drugiej dacie nie ma już o nim wzmianek przypuszcza się, że został doszczętnie zniszczony przez husytów.
Po bezprawnym zagarnięciu tych terenów przez Habsburgów w 1769, Spiską Nową Wieś włączono do Węgier i wkrótce ustanowiono siedzibą władz Prowincji XVI Miast Spiskich. W 1871 do miasta dotarła kolej – linia Kolei Koszycko-Bogumińskiej. W 1892 uruchomiono jej odgałęzienie do Lewoczy, a w mieście zaczęły powstawać warsztaty i zakłady związane z koleją. Wśród rosnącej liczby robotników rozwinął się ruch związkowy. W latach 1905–1907 miały miejsce strajki górników i robotników, a w trudnych latach po I wojnie światowej wielki strajk generalny w grudniu 1920.
W czasach nowożytnych Spiska Nowa Wieś była znana z licznych miejskich szkół. W 1910 – według spisu nieuwzględniającego narodowości polskiej – miasto liczyło 10,5 tys. mieszkańców, z czego 5,1 tys. Słowaków, 3,5 tys. Węgrów i 1,8 tys. Niemców. W 1918 znalazło się w granicach Czechosłowacji. W okresie kampanii wrześniowej w roku 1939 miasto było siedzibą kwatery głównodowodzącego słowackich wojsk inwazyjnych kierującego ofensywą przeciwko Polsce. Wojska radzieckie wkroczyły do miasta w ostatnich dniach stycznia 1945.
Po II wojnie światowej miasto szybko się rozrastało: stare centrum otoczył wieniec nowych osiedli mieszkaniowych, a liczba ludności do roku 1980 wzrosła trzykrotnie. Oprócz górnictwa rud żelaza przemysł wydobywczy reprezentowały kamieniołomy i żwirownie, przemysł drzewny zakłady „Nový domov”, tekstylny zakłady „Tatrasvit” a spożywczy młyny, cukrownia i in. Miasto stało się istotnym centrum kulturalnym oraz turystycznym jako punkt wyjściowy w wycieczkach do Słowackiego Raju.

## Zabytki
Najważniejszymi zabytkami miasta są m.in.:
- rzymskokatolicki kościół pw. Wniebowzięcia NMP z XIV w. z najwyższą wieżą kościelną na Słowacji (87 m);
- rzymskokatolicki kościół pw. Niepokalanego Poczęcia Najświętszej Maryi Panny z lat 1727–1731;
- zbór ewangelicki z końca XVIII w.;
- gotycki Dom Prowincyjny z XV w.;
- klasycystyczny ratusz z XIX w.;
- secesyjna tzw. „Reduta” z przełomu XIX i XX w.;
- barokowa kolumna maryjna z 1724 r.

Kilka kilometrów na zachód od Nowej Wsi Spiskiej leży park narodowy Słowacki Raj; niedaleko też do Spiskiego Zamku.

## Gospodarka
W mieście rozwinął się przemysł drzewny, włókienniczy, papierniczy, spożywczy oraz hutniczy.

## Transport
W Nowej Wsi Spiskiej krzyżują się drogi lokalne 536 z Krompachów do Kieżmarku i 533 z Gemerskiej Połomy do Lewoczy. Przez miasto przebiega linia kolejowa z Koszyc i Preszowa do Popradu. W mieście znajduje się trawiaste lotnisko miejscowego aeroklubu.

## Parki
- park Madaras
- park koło ratusza
- park koło kościoła pw. Wniebowzięcia Najświętszej Maryi Panny
- Ogród Zoologiczny

## Sport
- HK Spišská Nová Ves – klub hokejowy

## Miasta partnerskie
- Alsfeld
- Clausthal-Zellerfeld
- Grójec
- Havlíčkův Brod
- Joinville
- Kisújszállás
- L’Aigle
- Myślenice
- Nitra
- Preweza
- Youngstown, Ohio